# Milka Maneva
Milka Mikova Maneva (in bulgaro Милка Микова Манева?; Smoljan, 7 giugno 1985) è un'ex sollevatrice bulgara medagliata olimpica e campionessa europea che ha gareggiato nelle categorie dei pesi medi (fino a 63 kg.) e dei pesi massimi leggeri (fino a 69 kg.).

## Carriera
Milka Maneva ha vinto la medaglia di bronzo nella categoria dei pesi medi ai Campionati europei di Lignano Sabbiadoro 2008 con 223 kg. nel totale, dietro l'armena Meline Daluzyan (235 kg.) e la turca Sibel Şimşek (226 kg.). Poco prima delle Olimpiadi di Pechino dello stesso anno, Maneva è stata trovata positiva al doping insieme ad altri dieci sollevatori bulgari e pertanto squalificata per quattro anni.
Rientrata dalla squalifica, ha partecipato alle Olimpiadi di Londra 2012, dove si è classificata al 5º posto finale con 233 kg. nel totale, ma alcuni anni dopo, a seguito di ulteriori e più accurati controlli, la prima, la seconda e la quarta classificata di quella gara olimpica, rispettivamente la kazaka Maiya Maneza, la russa Svetlana Carukaeva e Sibel Şimşek, risultarono positive al doping e tolte dalla classifica, con avanzamento di Milka Maneva alla medaglia d'argento.
Nel 2013 Maneva ha conquistato la medaglia d'oro ai Campionati europei di Tirana con 217 kg. nel totale, battendo la rumena Irina Lepșa (212 kg.) e la polacca Anna Leśniewska (203 kg.).
L'anno successivo Maneva è passata alla categoria superiore dei pesi massimi leggeri e si è classificata al 2º posto ai Campionati europei di Tel Aviv con 228 kg. nel totale, dietro la bielorussa Dzina Sazanavec (245 kg.) e davanti all'ucraina Nadija Myronjuk (227 kg.), però anni dopo Sazanavec è stata squalificata per doping e privata della sua medaglia d'oro, che è stata pertanto riassegnata a Milka Maneva, con avanzamento di una posizione in classifica anche delle altre concorrenti di quella competizione europea.
Nel 2015 Maneva è risultata nuovamente positiva al doping insieme ad altri dieci sollevatori del suo Paese ed è stata nuovamente squalificata per 18 mesi.
Ai Campionati mondiali di sollevamento pesi vanta come migliori risultati due sesti posti nelle edizioni di Breslavia 2013 e Almaty 2014.